# Wacław Adamczyk (profesor)
Wacław Adamczyk – polski naukowiec, profesor dr habilitowany nauk ekonomicznych.

## Kariera naukowa
- 1977 – magister towaroznawstwa; nadanie i rejestracja tytułu Uniwersytet Ekonomiczny w Krakowie;
- 1982 – doktor nauk towaroznawczych; nadanie stopnia - Uniwersytet Ekonomiczny w Krakowie;
- 1993 – doktor habilitowany nauk ekonomicznych (towaroznawstwo); nadanie stopnia - Uniwersytet Ekonomiczny w Krakowie;
- 2005 – profesor nauk ekonomicznych, rejestracja tytułu Uniwersytet Ekonomiczny w Krakowie[1] .

## Praca naukowo-dydaktyczna
Od 1 października 1977 do 30 września 2024 zatrudniony przez Uniwersytet Ekonomiczny w Krakowie. Ponadto pracownik Państwowej Akademii Nauk Stosowanych im. prof. Stanisława Tarnowskiego w Tarnobrzegu.
Ponadto:
- wiceprezes i prezes Polskiego Towarzystwa Towaroznawczego;
- kierownik Katedry Technologii i Ekologii Wyrobów Uniwersytetu Ekonomicznego w Krakowie / Akademii Ekonomicznej w Krakowie
- prezes Zarządu Polskie Towarzystwo Towaroznawcze
- prorektor Akademii Ekonomicznej w Krakowie / Uniwersytetu Ekonomicznego w Krakowie[1] .